# Eugenio Dragoni
Eugenio Dragoni (* 1909; † 1974) war von 1962 bis 1966  Rennleiter der Scuderia Ferrari.
Eugenio Dragoni war ein lebenslanger Freund von Enzo Ferrari und hatte enge Beziehungen zur Agnelli-Familie. Außer seinem Engagement im Motorsport war er Eigentümer einer Kosmetik-Manufaktur in Oberitalien.
Ende der 1950er- und zu Beginn der 1960er-Jahre war Dragoni Rennleiter der Scuderia Sant’ Ambroeus. Bei der Scuderia fuhr 1961 der junge Italiener Giancarlo Baghetti, der im selben Jahr den Gran Premio di Siracusa und den Großen Preis von Frankreich gewann. Der Ferrari 156 wurde jedoch offiziell von der FISA eingesetzt, die Scuderia Sant Ambroeus bereitete den 156 als Semi-Werkswagen von Ferrari für die Rennen vor. 
Nach dem Rücktritt von Romolo Tavoni übernahm Dragoni Ende 1961 die Position eines Renndirektors bei der Scuderia Ferrari. Dragoni brachte eine längst notwendige Professionalität ins Team, aber seine herrische Art und seine beständigen Auseinandersetzungen mit der italienischen Presse erschwerten die Arbeit mit den Technikern und Piloten im Team nachhaltig. Dennoch gab es unter seiner Regie große Erfolge im Motorsport. Bis zu seinem Abgang zum Saisonende 1966 feierte die Scuderia einen Fahrer- und einen Konstrukteursweltmeistertitel in der Formel 1. John Surtees gewann die Meisterschaft 1964. Viermal triumphierte die Scuderia auch in der Sportwagenweltmeisterschaft und gewann mit Dragoni als Rennleiter dreimal in Folge die 24 Stunden von Le Mans. 
Dragoni sah die Scuderia immer als italienisches Rennteam und hatte einen Hang, die heimischen Piloten zu bevorzugen. Nach dem Abgang von Phil Hill, der sich oft öffentlich über Dragoni beschwerte, führte diese Haltung zum beständigen Konflikt mit John Surtees, der das Team 1966 im Zorn verließ. Jahre später wurde bekannt, dass Enzo Ferrari den Streit der beiden kräftig schürte, weil ihm Surtees zu mächtig geworden war. Dragoni durchschaute dieses Spiel früher und trat 1966 ebenfalls zurück. Seiner Freundschaft zum „Commendatore“ Ferrari tat dies aber keinen Abbruch.